# トムとジェリーのくるみ割り人形
『トムとジェリーのくるみ割り人形』（Tom and Jerry: A Nutcracker Tale）は、ワーナー・ブラザースが制作した、2007年のOVA。この作品は、全編にピョートル・チャイコフスキーのバレエ作品「くるみ割り人形」の背景音楽が流れ、それに合わせて展開する。この映画は、ジョセフ・バーベラ（2006年12月18日没）にとって最後に携わった『トムとジェリー』シリーズの作品となった。

## あらすじ
クリスマスイブの日。ジェリーが住む劇場で開催されていたバレエ「くるみ割り人形」を見たジェリーと仔ネズミのタフィーは、自分たちも踊ることを夢見る。するとクリスマスの奇跡が起こり、その夢が実現。空っぽの舞台はおもちゃの国に変わり、ジェリーはおもちゃの国の王様役に変身、バレリーナ人形と踊る。
ところがそこにトムやブッチ、3匹の子猫たち野良猫が乱入し、彼らを率いる猫のボスが王国を乗っ取ってしまう。こうなったらオモチャたちの作者「トイメーカー」に助けてもらうしかないとジェリーは彼に会いに旅立つ。仲間の顔ぶれは本物のオモチャになりたいオーナメントのポーリー、気の小さい木馬のネリー。ところが、猫の王様はトム率いる猫の兵隊たちを追っ手に放つ。果たして、ジェリーはトイメーカーの元にたどり着き、王国と捕らわれのバレリーナを救出できるか。

## 登場キャラクター
ジェリー
この物語の主人公。タフィーからは「ムッシュジェリー」と呼ばれている。地元の劇場で上演されていたバレエ「くるみ割り人形」をタフィーと一緒に鑑賞し、自分たちも踊る夢を描いていたところ、クリスマスイブにそれが実現。バレリーナ人形と一緒に踊り、おもちゃ王国の王様にも変身。だがバレリーナはトムらに誘拐され・仲間のおもちゃもトムらにより箱に入れられ、王国もトムらに乗っ取られた。そこでバレリーナを救うべく「トイメーカー」を目指してタフィーら仲間たちと冒険を開始し、様々な難関とトム率いる兵隊猫軍団の攻撃を乗り越えてトイメーカーの元へ到着。やがて「夜が明け太陽が高くなる前に王国を奪還しないと、永遠に猫の国になってしまう。『小さな仲間たち』を助っ人として動員すれば宿敵の猫たちを倒せて、ジェリーの王国を取り戻せる」旨のアドバイスをトイメーカーの主より受けて「おもちゃ兵隊人形を動かすゼンマイつまみ」をもらい、（トイメーカーの倉庫にあった）おもちゃ兵隊人形を全て箱から取り出してゼンマイを駆動。タフィーと協力し野良猫軍団のいる城までおもちゃ兵隊人形一団を先導した。兵隊人形たちが野良猫軍団へコルク銃攻撃を仕掛けている間・自身とタフィーはトムに食べられてしまうが、ネリーがハンマーを投げてトムの歯を割ったことで脱出に成功。その後はトムらに反撃しておもちゃ王国を救うと共に、バレリーナも救出。最後はおもちゃの列車を発進させ、トムら野良猫軍団を列車ごとゴミ箱へ放り込んだ。
トム
この物語の悪役。猫の王様からは「ティム」と呼ばれている。ジェリー率いるおもちゃ王国を乗っ取ろうと企み・ジェリーたちが食べていた食事を横取りすると共に、ジェリーと一緒に踊っていたバレリーナを誘拐。おもちゃを次々と箱に入れてジェリーらおもちゃ王国の仲間たちを捕まえるべく、笛（ホイッスル）を吹いてブッチら野良猫仲間を招集し兵隊を結成。先導途中では火薬・弾丸類と大砲を部下の猫たちへ取りに行かせ、トイメーカーへ向かうジェリーたちを追いかけるも、タフィーやジェリーたちから幾度となく反撃を喰らったり、敵（ジェリーたち）と間違われ仲間の猫たちにぶちのめされてしまう。やがてネリーを捕まえてジェリーたちの行き先を聞き出し・トイメーカー周辺を偵察した際、おもちゃの兵隊人形が全て箱から取り出され一斉行進している姿を目の当たりにすると、猫の王様からの指示で慌てて笛を吹き野良猫兵隊を再招集。大砲やコルク銃などで兵隊人形たちを攻撃し・ジェリーとタフィーを食べるも、ネリーにハンマーで歯を割られて逃げられたうえ・おもちゃ兵隊人形との戦いにも（兵隊人形たちを掃除機で吸い取るも、満杯になったダストボックスが破裂。人形が一斉に飛び出し仲間の猫たちへ貼り付いたため）敗れ「退却」に追い込まれてしまう。最後は城から逃げ出し退却している最中・ジェリーが発進させたおもちゃの列車に乗せられ、仲間の野良猫たち共々（劇場の裏口にある）ゴミ箱へ放り込まれ敗北した。
タフィー
ジェリーを「ムッシュジェリー」、トイメーカーの主を「ムッシュトイメーカー」とそれぞれ呼んでいる。バレエ「くるみ割り人形」をジェリーと一緒に鑑賞し、自分も踊る夢を描いていたところ・クリスマスイブにそれが実現する。だが自分たちのご馳走をトムらに横取りされたうえ・ジェリーと一緒に踊っていたバレリーナがトムらに誘拐されたため、籠に閉じ込められたバレリーナを救出しようとするも、トムが兵隊を結成してジェリーたちを襲おうとする姿を目の当たりにしたバレリーナより「猫の一団が襲おうとしている旨をジェリーたちへ伝える」よう言われたため、ジェリーたちの元へ大急ぎで向かい、途中で（天使と悪魔の一人二役を演じて）トムに反撃したのち・伝令としてジェリーたちへ合流。その後は「トイメーカー」へ向けジェリーたちの冒険に同行し、トイメーカーの主に会ったのち、トムら野良猫軍団に反撃すべく出陣させたおもちゃの兵隊人形を・ジェリーと一緒にドラム演奏で先導する。最後は一致団結してトムたちを倒し、バレリーナも無事救出した。
ブッチ・フランキー・ライトニング・トプシーら野良猫たち
メンバーはトム・猫の王様・ラッキー含め全員が雄猫で、このうちトプシーら3匹の子猫は劇中で台詞を一切喋っていない。ジェリーたちが食べていたクリスマスのご馳走を横取りしたのをきっかけに「ジェリーのおもちゃ王国を乗っ取ろう」と企み、おもちゃたちを次々と箱に入れて片付けると共に、ジェリーと一緒に踊っていたバレリーナを誘拐。やがてトムによる笛の合図で兵隊となり、コルク銃と大砲を準備して広場へ集合・整列し「ネズミ退治」へ出陣する。道中・木馬のネリーを捕まえてジェリーたちの行き先を聞き出し、トイメーカーの建物前まで先回りして押しかけジェリーたちを攻撃するも、タフィーやジェリーたちから幾度となく反撃を喰らった。トイメーカーの主が正面玄関ドアを開けると、トムら野良猫兵隊は雪玉になって崖下へ落とされる。夜が明けるとトムによる笛の合図で再度武器を用意し兵隊になるも、ジェリーが出陣させた多数のおもちゃ兵隊人形に攻撃されてしまう。ブッチが兵隊人形めがけ大砲を放つも（コルク銃を発砲した子猫が反動で後ろに押され・突っ込んできた衝撃で砲身が上向きになったため）失敗し、上空へ放たれた砲弾が地上へ落下してくると一目散に逃げ出した。その後（トムが駆動させた掃除機ダストボックスが破裂し、そこから一斉に飛び出した兵隊人形が仲間の猫たちへ貼り付いたため）猫の王様から「（自分たちの敗戦確定による）退却」指示が出ると、城から一斉に逃げ出す。最後は退却している最中・ジェリーが発進させたおもちゃの列車に全員乗せられ、列車ごとゴミ箱へ放り込まれ敗北に終わった。
猫の王様
肥満体型の巨漢猫で、部下のトムを「ティム」と呼んでいる。側近のラッキーからは「陛下」と呼ばれている。劇場裏の路地でトムら仲間の野良猫たちと一緒にゴミ箱を漁ってエサを探し、やがてジェリーと仲間のおもちゃたちが食べていたご馳走を横取りしたのがきっかけで・ジェリー率いるおもちゃ王国を乗っ取り、バレリーナを誘拐して籠へ閉じ込める。トム（ティム）へは「野良猫兵隊を招集してジェリーたちを退治する」よう指示した。籠のカギには紐を付け、バレリーナに逃げられないよう・自身が寝ている間もカギを死守していたが、やがて籠のカギをバレリーナ自身に開けられ、ついに脱走を許してしまう。夜が明けるとジェリーが出陣させたおもちゃの兵隊人形にコルク弾を撃たれ、のちに「跳ね橋を下ろす」よう指示。「戦おう!、自由のために!」と反撃の狼煙を上げたバレリーナと仲間のおもちゃたちが跳ね橋を渡って詰め寄ってくると、側近のラッキーを抱きかかえて後退した。自身と仲間の猫たちへ（トムが駆動させた掃除機のダストボックスが破裂し、中から一斉に飛び出してきた）おもちゃ兵隊人形が貼り付くと「自分たちの敗戦確定」と判断。部下の猫たちへ「退却」指示を出して城から逃げ出す。最後は退却している最中・ジェリーが発進させたおもちゃの列車に仲間の猫たち共々乗せられ、劇場の裏口にあるゴミ箱へと放り込まれ（ジェリー率いる軍団に）敗北した。
ラッキー
猫の王様の補佐役（側近）で眼鏡をかけており、猫の王様を「陛下」と呼んでいる。誘拐したバレリーナが脱走しないよう見張ると共に、部下のトムへ「兵隊を招集してライバルのジェリーらを叩きのめす」よう指示する。やがてバレリーナが籠からいなくなったことに気付くと王様へ知らせると共に、トムら部下の猫へ「バレリーナを探す」よう指示した。その後は城の跳ね橋越しにバレリーナを発見するも、ジェリーが出陣させたおもちゃ兵隊人形や誘拐されたバレリーナらから反撃を喰らい、仲間のおもちゃたちに詰め寄られると猫の王様に抱きかかえられた。（トムが駆動させ破裂した掃除機ダストボックスより兵隊人形が一斉に飛び出し猫たちへ貼り付いたことで）「自分たちの敗戦確定」と判断した猫の王様より「退却」指示が出ると・仲間の猫たちと共に城から逃げ出し、「ジェリーが発進させたおもちゃの列車に乗せられゴミ箱へ放り込まれる」形で猫たちは全員場外へ追放。最後はその衝撃で自身がかけていた眼鏡が割れてしまった。
ニワトリ
仲間の野良猫たちを兵隊として引き連れていたトムが地下室へ転落した時・自分たちの縄張りへ侵入したのを見て執拗に追いかけ、最後はトムが仕掛けた籠の中へ閉じ込められた。
沿道の住民たち
トム率いる猫兵隊一団が通りかかったのを見て声援を送った。
時計台にいる小鳥たち
トイメーカーを目指すジェリーたちを捕まえようとしたトムの前に立ちはだかり、鳴き声を上げる。最後は午前3時の時報に合わせて機械が動き、トムを完膚なきまでに叩きのめした。
恐竜
トイメーカーを目指して冒険していたジェリーたちが体内へ迷い込み火を噴いたため、ジェリーは恐竜の闘争心を沈めるべくラッパを吹き、一行は何とか恐竜の体内から脱出した。
ポーリー
おもちゃのオーナメント。トムらに誘拐されたバレリーナを救出すべく、トイメーカーを目指すジェリーたちの冒険に同行。途中で体の糸が解けてしまい、トイメーカーの主に修理してもらった。最後は一致団結してトムら野良猫軍団を退治している。
ネリー
おもちゃの木馬。ジェリーたちの冒険に同行するが、途中でトムたちに捕まってしまう。だが最後の場面でジェリーとタフィーがトムに食べられたのを目の当たりにすると・ハンマーをトムめがけて投げ、トムの歯を割ってジェリーとタフィーを救出。一致団結してトムら野良猫軍団を倒した。その後は崩れてきた壁の下敷きになってしまうが、舞台のスポットライトを浴びると生還。物語序盤では紐を引かないと会話ができない状態だったが、最後の場面になると紐を引かなくても会話ができる状態へと生まれ変わった。
バレリーナ
ジェリーと一緒に「くるみ割り人形」を踊っていたが、トムら野良猫軍団に誘拐され籠に閉じ込められてしまう。トム率いる猫兵隊の姿を目の当たりにすると「猫たちが襲おうとしている旨をジェリーたちへ伝える」よう・伝令としてタフィーをジェリーたちの元へ向かわせた。その後も猫の王様らに監禁されるが、王様が寝ている隙に自ら籠のカギを開けて脱出。最後は城の（正面出入口となっている）跳ね橋が下りると（おもちゃ箱に入れられていた）仲間のおもちゃたちと共に登場し、「戦おう!、自由のために!」と（仲間のおもちゃたちへ）呼びかけて（仲間のおもちゃたちとジェリー・タフィーらをいじめた）トムらを懲らしめると共に、おもちゃ王国を救ったジェリーたちに感謝した。
2匹のリス
ジェリーたちを追いかけていたトムが隠れていた樹木着ぐるみ内部へ（ジェリーが入れた木の実を追いかけて）入り込み、木の実を食べている時にトムへ噛みついた。
仲間のおもちゃたち（クマやウマのぬいぐるみなど）
ジェリーたちと一緒にクリスマスのご馳走を食べていたが、トムら野良猫軍団にさらわれて箱へ入れられ、ご馳走も横取りされてしまう。だが最後は誘拐されていたバレリーナと一緒に一致団結し、トムら野良猫軍団を退治した。
女の子のぬいぐるみ
トムら猫軍団にさらわれ、奴隷として城の宮殿内掃除をさせられる。猫の王様らに酷使され・泣きながら雑巾がけをしていたが、最後は誘拐されていたバレリーナや仲間のおもちゃたちと一致団結し、トムら猫軍団を退治した。
2頭の牛
トイメーカーへ向かうジェリーたちが風船で空中を飛んでいる時、対岸で草木を食べていた。
おもちゃの兵隊人形たち
ゼンマイ仕掛けの兵隊人形。ジェリーがトムら野良猫軍団を退治すべく・「小さな仲間たち」として多数の個体を出陣させ、ジェリーとタフィーの先導で夜明け前の道を「野良猫軍団がいる城を目指し」一斉行進。城へたどり着くと、トムら野良猫軍団へコルク銃弾攻撃を仕掛ける（その際、相手の子猫が放ったコルク弾が一部の人形へ命中し将棋倒しになるも、後列にいた人形に起こされ野良猫軍団への攻撃を再開した）。トムへ立ち向かった部隊は掃除機で吸い取られるが、満杯になり破裂したダストボックスから一斉に飛び出してトムの仲間たちへ貼り付いた。これにより野良猫軍団を「退却」へと追い込み・ジェリーが発進させたおもちゃの列車ごと（猫たちが）ゴミ箱へ放り込まれたのを見届けると、ジェリー・タフィー・仲間のおもちゃたちと共に勝利の喜びを分かち合っている。
トイメーカーの主
ジェリー・タフィーと一緒に遊ぶおもちゃたちの作者で、タフィーからは「ムッシュトイメーカー」と呼ばれており、ジェリーたちの冒険とトムら野良猫軍団に乗っ取られたおもちゃ王国の様子を一部始終観察していた。「TOY Maker」工房英字ロゴの「O」部分は星がデザインされており、その「星」マークを目印に同社の工房を訪れたジェリーたちより「トムたちに誘拐されたバレリーナを救出し、おもちゃ王国も奪還したい」旨の要望を受け・傷んでいたおもちゃを修理すると共に、トムたちに勝つための戦術・ヒントを伝授。「夜が明ければジェリーの王国は徐々に消え始めるから・王国奪還は太陽が高くなる前にしないと、永遠に猫の国になってしまう。猫たちに勝つには『小さな仲間たち』がカギを握る」旨をジェリーたちに伝え、おもちゃ兵隊人形を動かすためのゼンマイつまみをジェリーに渡した。最後はバレリーナと一緒に劇場でジェリーの踊りを鑑賞し、歓喜の拍手を送っている。

## 作品に登場する主なアトラクション・車両・道具
除雪車
トム・ブッチら野良猫たちが路上で歌っていたところへ通りかかり、トムたちは除雪車が搔き分けた雪に埋もれてしまう。
手押しおもちゃ箱
トムたちがジェリーのおもちゃ王国を乗っ取るべく走らせ、ぬいぐるみなどを次々と入れて片付けた。箱へ入れられたおもちゃたちは泣き出し、ジェリーたちはネリーに箱を牽引させてトムたちの元から逃げ出している。
ぬいぐるみ爆弾
バレリーナが猫軍団の気をそらすべくブッチたちに渡し、その隙にジェリーたちは逃げ出す。その後ぬいぐるみはブッチたちの前で爆発した。
ブリキ缶
トムが食べていたお菓子が入っていた。猫の王様より「おもちゃ箱を片付ける」よう命ぜられたトムが（おもちゃ箱を引いて逃げ出した）ジェリー・ポーリー・ネリーを捕まえて缶内に入れ、缶ごと大砲で追放する。一行は凍った湖へ飛ばされ、ジェリーは湖へ転落。ネリーらはジェリーを湖から引き揚げて暖をとらせ、その時に一行は（おもちゃたちの体に「トイメーカー」タグが付いているのを見つけたのがきっかけで）トイメーカー行きを決意した。
絵画
野良猫軍団がいる城の宮殿内に飾られ、猫の王様らは様々な著名作品を鑑賞しつつバレリーナを監禁した。
バンジョー
猫の王様が「誘拐し籠の中へ監禁したバレリーナを躍らせる」べく演奏し、「俺様には絶対に逆らえない」と威張った。だがバレリーナは踊るのを拒み、「あなたたち猫のせいで王国は目茶苦茶になった。私たちにはネズミの王様『ジェリー』がいて、彼は猫たちに乗っ取られた王国を取り戻すため最後まで諦めない」と猫の王様へ反抗している（その後、ジェリーはバレリーナの言った通り・仲間を引き連れてトイメーカーの主に助けを求め、おもちゃ兵隊人形を駆使して猫たちへ反撃。最終的にトムら猫たちを倒して勝利し、バレリーナも無事救出された）。
金色の呼子笛（ホイッスル）
猫の王様から「ネズミ退治命令」が出たのを受け、トムが野良猫兵隊を招集すべく・兵隊制服ポケットから取り出して吹いた（部下の野良猫たちは・一度目の笛で各方向の路地から出てきて広場へ集まり、二度目の笛で整列）。ジェリーがおもちゃ兵隊人形を出陣させたのを見ると、トムは兵隊人形とジェリーたちを倒すべく・再度この笛を吹いて兵隊を再招集している（慌てて招集したことから・トムは制服ポケットから取り出し時に笛本体を落としそうになり、二度目の笛を吹いて整列させる余裕は無かったため、部下の野良猫たちは集合時にリーダーのトムへぶつかった）。
メジャーバトン
トムがネズミ退治へ出陣する野良猫兵隊の先導時に持ち、その途中では予備の弾丸や火薬類・大砲などの武器が置かれている場所を指し示して、（ジェリーらを倒すための）それら装備を手押し一輪車へ積み込むよう指示した。なおトムは兵隊の先導中に誤って地下室へ転落。その際ニワトリの縄張りへ誤侵入したため卵が兵隊制帽の中へ入り込み・同時にニワトリにも追い回され、最後はニワトリを籠に閉じ込めたことで逃げ切り、野良猫たちの先導を続けている。
大砲
トム率いる野良猫軍団がジェリーらを倒すべく用意し、砲身の先端部にはクリスマスリースの飾りが付けられている。時にはトムやブッチが自ら大砲の砲身に入って体を飛ばし・ジェリーらのいる場所を目指そうとするも、道中では何度も発射に失敗し黒焦げになっている。ジェリーがおもちゃ兵隊人形を出陣させたのを受け・トムが（笛の合図で）兵隊を再招集した時もブッチらが大砲を準備したが、そのブッチがおもちゃ兵隊人形へ向け大砲を発射した際、子猫が（コルク銃発砲時の反動で後ろに押され）突っ込んできた衝撃で砲身が上向きになったため、上空へ発射された大砲の弾は地上へ落下し・砲身もろとも爆発した。その火は近くの弾薬庫へ飛び火し、保管されていた弾丸・火薬類も爆発。迫りくる大所帯おもちゃ兵隊人形を前に、野良猫軍団は自滅した。
掃除棒
長い棒の先端に布が巻かれており、野良猫兵隊の一員である子猫のトプシーが「発射前、大砲の砲身内部に溜まった煤や火薬・砲丸の燃え殻を除去する」ために持った。トムやブッチが自ら大砲の砲身に入って体を飛ばす前にも砲身内部を掃除したが、発射に失敗したためトムとブッチは黒焦げになっている。
手押し一輪車
トムに率いられた野良猫軍団が走らせ、予備の弾丸（大砲の弾）やコルク弾・火薬類・（ジェリーらがいる場所を偵察するための）望遠鏡・（大砲の砲身内部に溜まった煤や燃え殻を除去するための）掃除棒などを積み込んだ。
ナイフ
ジェリーたちを追うべく野良猫兵隊を率いていたトムが舞台の幕にぶつかったため、自らその幕を切り裂いてジェリーたちの追跡を続けた。
望遠鏡
ジェリーたちがいる場所をトムたちが偵察するために用いた。野良猫兵隊一団は「組み体操」の要領で肩車をし、その最上段にいたトムが望遠鏡を持ってくるよう仲間の猫へ指示。最下段にいたトプシーが足で手押し一輪車より望遠鏡を取り出し、上段へリレーする形でトムへ手渡した。だがトムは伝令のタフィーに「目をフォークで突かれる反撃」を喰らい、肩車をしていた野良猫一団は・その反動で全員が崖下へ転落している。
フォーク
伝令を務めたタフィーがトムを説得する際に使用。「ムッシュジェリーをいじめるな、優しくしろ」とトムに言ったタフィーは・天使と悪魔の一人二役を演じ、そのうちの「悪魔」役になるとフォークを持ち、最後にトムの目を突いて逃げ出した。
樹木の着ぐるみ
トムら猫軍団が中に隠れ、ジェリーたちに気付かれないよう尾行。だがジェリーはその姿をトムと見破り、2個の木の実をトムの樹木着ぐるみ内部へ入れて2匹のリスを誘い込んだ。リスはその中で木の実を食べている時にトムへ噛みつき、リスに噛まれたトムは・岩につまづいたのち草木の粉砕機へ巻き込まれてしまう。その後はジェリーたちが（フランキーを縛ったのち）猫たちから樹木着ぐるみを奪って逃げ、それを追う猫軍団がジェリーたちを捕まえようとするも、間違えて味方のトムを殴ったため・トムにバットで突き飛ばされてしまう。
草木の粉砕機
刈り取り・剪定・伐採した草木を高速回転する筒状の刃で細かく裁断する機械。ジェリーらを追いかけていた最中・2匹のリスに噛みつかれたトムが岩につまづき、樹木の着ぐるみごと巻き込まれてしまった。
時計台
逃げ込んだジェリーらを捕まえるべく・ブッチらが大砲を発射して壁に穴をあけ、その穴からトムが時計台内部へ進入。中には多数の小鳥がおり、ジェリーらを追いかけていたトムが時計の機械に巻き込まれてしまう。内部には鳩時計・柱時計など様々な種類の時計が展示されている。
力持ちシンプソン
遊園地にあるアトラクションの一つ。シーソーをハンマーで叩き、反対側にある鉄の錘をどのくらいの高さまで上げられるかを競う（一番上まで錘を上げられれば、目盛りの頂点に付いている鐘が鳴る）。トムは錘を高く上げられなかったが、ジェリーは足でシーソーを叩き錘を一番上まで上げている（その後は錘がシーソーへ落ちてきた反動で自ら跳び上がり、トムを挑発しつつ次のメリーゴーランドへ乗車）。
メリーゴーランド(回転木馬)とコーヒーカップ
遊園地内で繰り広げられる追いかけっこでトムとジェリーが乗った。メリーゴーランドはタフィーが停止ボタンと駆動ボタンを交互に繰り返し押したため、トムはその反動で前方へ飛ばされている。次のコーヒーカップに乗ると、トムとジェリーは高速回転の反動でジェットコースターまで飛ばされた。
ジェットコースター
コーヒーカップの次にトムとジェリーが3両編成の車両へ乗車。ジェリーは（2両目の座席から自身が乗る先頭車へ歩いてきた）トムに一度は捕まるも・窮地を脱するべく車両の連結器ピンを磁石で吸着させて切り離したため、トムは自ら連結器役となって・3両あるうち1両目（先頭）と2両目のコースター車両へ跨る形となり、下り坂に入ると顔を何度も双方の車両に挟まれ押し潰される。終点（乗車地点）に差し掛かると・車両は停まりきれずに軌道を逸脱し、コースターの橋脚を壊しながら遊園地入口まで暴走。最後は（トムとジェリーが遊園地正面出入口から逃げ出した直後に）土台を失ったコースターの軌道が倒壊した。
U字磁石と車両連結器
磁石はジェットコースター乗車時トムに捕まったジェリーが持っており、「コースター車両の連結器ピンを吸着させて外す」ことでトムに連結器役をやらせた。なお最後の場面で登場する「（トムら野良猫たちを乗せてゴミ箱へ放り込み一網打尽する）おもちゃの列車」もジェットコースターと同一構造の連結器を装備しており、いずれも「双方の車両ジョイント穴にピンを差し込んで連結する固定編成方式」となっている（台車構造はジェットコースターとおもちゃの列車とで異なっており、ジェットコースター車両は2軸台車なのに対し、おもちゃの列車は先頭の機関車以外全て「ボギー台車」を採用）。
風船
ジェリーたちがトイメーカーへ向かう道中・橋の無い崖へと差し掛かったため、ジェリーが膨らませて一行は空中を飛行。だがその最中、ネリーの風船が野良猫一団が放った矢（クロスボウ）に撃ち抜かれ・対岸へ着地する前に破けてしまい、ネリーはトムたちに捕まってしまう。
クロスボウ
風船で空中を飛行しているジェリーたちを捕まえるべく・野良猫兵隊の一員であるライトニングが発射し、ネリーが飛んでいた風船に矢を命中させた（当初はトムが大砲の砲身に入り、自らの体を飛ばしてジェリーたちの元へ向かう予定だったが、発射に失敗し黒焦げになったため「クロスボウを用いた捕獲」へと作戦を変更）。
ラッパ
トイメーカーへ行く道中で一行が恐竜の体内に迷い込み、恐竜が噴いた火に巻き込まれる危険を感じたジェリーが「恐竜の闘争心を沈める」べく吹いた。この作戦が奏功し、一行は恐竜の体内から命からがら脱出している。
ペンチ
捕まえたネリーを脅して「ジェリーたちの行き先」を聞き出すべく、医者に扮したブッチが紐の輪をつかんで引っ張った。
ゼンマイつまみ
ジェリーが「猫軍団に勝つための小さな仲間たちを動かす道具」として・トイメーカーの主よりもらった。ジェリーはトイメーカーの倉庫に眠っていた「おもちゃ兵隊人形」を全て箱から取り出してゼンマイを巻き、タフィーと協力し「野良猫たちがいる城」まで大所帯の人形一団を先導。野良猫兵隊を率いるトムはトイメーカー周辺を偵察した際、「おもちゃ兵隊人形が全て箱から取り出され（ジェリーによるゼンマイ駆動を経て）整列した」光景を外から見て驚愕。猫の王様へ慌てて報告し（おもちゃ兵隊人形が一斉行進している姿を見せ）たのち「笛を吹いて兵隊を再招集」したが、トム率いる野良猫軍団は・ジェリーとタフィー率いるおもちゃ兵隊人形一団の猛攻撃を受け敗北した。
剣
ジェリーがおもちゃ兵隊人形の先導時に持ち、振り上げて「前進」合図を・振り下ろして「コルク銃を構え、野良猫軍団へのコルク弾攻撃開始」合図をそれぞれ（おもちゃ兵隊人形の一団へ）出した。大所帯の兵隊人形一団はコルク銃を構えて前進を続け、トムら野良猫軍団を壁際まで追い詰めている。
小太鼓（マーチング用スネアドラム）
ジェリーが出陣させた「おもちゃ兵隊人形」の先導時、一団の歩調を合わせるべくタフィーが演奏した。
コルク銃
野良猫軍団のうち、トプシーら3匹の子猫が携帯。おもちゃ兵隊人形めがけて発射し一度は命中させたが、2度目の発射では猫自身が反動で後ろに押され大砲へ突っ込んだ。この銃はジェリーが出陣させた「おもちゃ兵隊人形」たちも携帯しており、野良猫軍団へ向けコルク弾を一斉に発射している。
跳ね橋
トムら野良猫軍団がいる城の正面出入口となっており、その正門も兼ねている。猫の王様がおもちゃ兵隊人形にコルク弾を撃たれ追い詰められた際・「跳ね橋を下ろす」よう指示したのを受け橋が下りると、猫軍団に誘拐されて籠に閉じ込められ・その後（猫の王様が寝ている隙に）自ら籠のカギを開けて脱出したバレリーナが仲間のおもちゃたちを（手押しおもちゃ箱から救出したのち）引き連れて現れた。だが猫の王様らは既にバレリーナを捕まえられる状態でなくなっており、「戦おう!、自由のために!」と反撃の狼煙を上げたバレリーナと仲間のおもちゃたちに詰め寄られ、加えて反対方向からは（ジェリーが出陣させた）おもちゃ兵隊人形にも詰め寄られる「挟み撃ち」状態へも追い込まれている。
ハンマー（金づち）
トムたちにさらわれていたネリーが「トムに食べられたジェリーとタフィーを救出する」べくトムめがけて投げ、トムの歯を割ってジェリーとタフィーを助け出した。
掃除機
おもちゃ兵隊人形に壁際まで追い詰められたトムが窮地を脱するべく駆動させ、人形を次々と吸い取る。だがダストボックスはすぐ満杯になり、ついに破裂。最後は人形が(破裂したダストボックスから)一斉に飛び出して仲間の猫たちへ貼り付き・猫の王様が「退却」を指示したため、トムの掃除機作戦は結局裏目に出てしまい、これが「ジェリー率いる軍団の勝利と・トム率いる野良猫軍団の敗戦」を決定づけた。
おもちゃの列車
（満杯になり破裂した掃除機ダストボックスより「おもちゃ兵隊人形が一斉に飛び出して野良猫たちへ貼り付いた」ため、猫の王様がトムら部下の猫たちへ「自分たちの敗戦確定による退却指示」を出したのを受け）野良猫たちを迅速退治すべく、戦いの最終局面でジェリーが（先頭の蒸気機関車運転席へ乗り込み、パーキングブレーキを兼ねる逆転機レバーを前方へ倒して）発進させる。列車は車止めを突破して通り（行進しているおもちゃ兵隊人形のすぐ横）を暴走し始め、ジェリーは（退却している）トムら野良猫軍団の後ろ姿が見えると、接近直前に先頭の機関車運転席より飛び降りた。トムらはおもちゃ兵隊人形の攻撃から逃げ「退却」している最中・全員その列車に乗せられ、最後は劇場の裏口にあるゴミ箱へ列車ごと放り込まれてしまう。機関車と炭水車含め8両編成の列車には、兵隊を率いたトムが「機関車次位の炭水車」へ、猫の王様の補佐役を務めたラッキー・およびトムの部下となったトプシーら子猫3匹とブッチ・フランキー・ライトニングが「炭水車次位の客車1両と中間の貨車4両」へ、猫の王様が「最後尾の車掌車」へそれぞれ「先頭の機関車に体当たりされた反動」で乗せられた。
ゴミ箱
最後の場面で登場。劇場裏の路地に置かれており、トムら野良猫軍団を乗せた列車は裏口から空中を飛んだ際・開いていた蓋へ衝突。その衝撃でゴミ箱の蓋は閉まり、トムらはその中に列車ごと放り込まれジェリーたちの軍団に敗北した。ゴミ箱内には生ゴミや可燃ゴミが多数捨てられており、トムら野良猫軍団はその中へ折り重なるように放り込まれている。

## キャスト
| 役名     | 英語版声優             | 日本語吹替 |
| -------- | ---------------------- | ---------- |
| トム     | ドン・ブラウン         | 肝付兼太   |
| ジェリー | サムエル・ビンセント   | 堀絢子     |
| タフィー | キャンタル・ストランド | 小桜エツ子 |
| ブッチ   | なし                   | 西村朋紘   |
| 猫の王様 | ゲイリー・チョーク     | 宝亀克寿   |

## DVD
4:3画面・ステレオ音声。本編48分。音声と字幕は「日本語」・「英語」・「スペイン語」・「ポルトガル語」の4か国語を選択可能。映像特典として「本編の一場面を用いた『トイメーカーを目指す迷路』」と「トムとジェリー テイルズシリーズ予告編」が収録されている。
　